# Cmentarz żydowski w Mysłowicach
Cmentarz żydowski w Mysłowicach – nieczynny cmentarz żydowski, założony w 1864 roku, zamknięty w 1963 roku; znajduje się w północnej części Mysłowic w dzielnicy Piasek. Cmentarz ma powierzchnię 0,4 ha. Zachowało się na nim około 100 nagrobków.

## Historia
Na początku XVIII wieku mysłowiccy Żydzi postanowili zakupić teren pod budowę cmentarza w dzielnicy Kwiatczysko (dziś Piasek). Znajdował się po wschodniej stronie ulicy Stawowej – w tamtym czasie wąskiej ścieżki.
W roku 1864 powstała nowa część cmentarza, po zachodniej stronie ulicy Stawowej, gdzie znajduje się do dziś w niemal niezmienionej formie. Ówczesna ścieżka – dzisiejsza ul. Stawowa – stała się jednocześnie pasem oddzielającym stary cmentarz od nowego. Obok bramy, na której umieszczona jest gwiazda Dawida można zobaczyć fundamenty domu pogrzebowego, w którym odbywały się ostatnie ceremonie nad zmarłym. Wiosną i latem cmentarz jest całkowicie porośnięty bluszczem. Na teren cmentarza nie można wejść, ponieważ brama zamknięta jest na kłódkę.
Pod koniec lat 70. przy budowie bloków (ul. Stawowa 27, Boliny 16) i doprowadzaniu do nich kanalizacji wykopano mnóstwo grobowców, najczęściej z czarnego marmuru.
W październiku 2024 roku grupa nastolatków w wieku od 11 do 14 lat zdewastowała cmentarz, przewracając 60 macew, z których 20 uległo rozbiciu. W listopadzie tego samego roku cmentarz został wpisany do rejestru zabytków.